# 초딩
초딩은 대한민국에서 초등학생을 은어로 일컫는 말이다. 현재 인터넷상에서 악의적으로 쓸때는 무개념 초등학생을 일컫는 말로도 사용된다. 인터넷이나 온라인에서는 이 의미로 쓰이는 경우가 있다. 이와 마찬가지로 유치원생은 유딩, 중학생은 중딩, 고등학생은 고딩, 보통학생은 보딩, 고등보통학생은 고보딩과 같이 쓰인다. 초반에는 초등학생을 가리키는 말로 가치 중립적으로 쓰였지만, 인터넷상의 일부 어린이들이 인터넷을 이용하면서 문제를 일으키자 부정적인 의미로 쓰는 사람들이 생겼다. 가장 정확한 의미는 초등학생이다.

## 같이 보기
- 잼민이
- 초등학생
- 급식충

### 참조주
1. ↑  정용인 (2009년 1월 13일). “[언더그라운드 넷]초글링 현상을 아시나요”. 위클리경향. 2009년 1월 8일에 확인함.

### 내용주
1. ↑  일부 사람들은 대학생을 대딩, 직장인을 직딩이라고 부른다. 하지만 잘 부르지 않는다고 한다.